# Jenynsia maculata
Jenynsia maculata es una especie del género de peces de agua dulce Jenynsia, de la familia Anablepidae en el orden Cyprinodontiformes. Se distribuye en aguas templadas del centro-oeste de América del Sur.

## Taxonomía
Esta especie fue descrita originalmente en el año 1906 por el ictiólogo británico Charles Tate Regan.
Localidad tipo
- «Argentina, Provincia de Salta, Cachi».

## Descripción
Como otras especies de Jenynsia presenta un gonopodio tubular formado principalmente por las 3ª, 6ª, y 7ª aleta anal y por tener en los adultos dientes de oclusión tricúspide en la mandíbula externa.   
El color del cuerpo es gris-verdoso claro; en los lados muestra seis a ocho líneas oscuras y finas o rayas longitudinales punteadas. Las aletas son incoloras. Ambos sexos presentan la misma coloración. La hembra no fertilizada tiene un punto anaranjado situado a la derecha o la izquierda de la aleta anal. El macho mide 7,3 cm, siendo más delgado y pequeño que la hembra. 

## Distribución
Jenynsia maculata es endémica del noroeste de la Argentina, en el río Calchaquí, Cachi, departamento de Cachi, provincia de Salta, en la alta cuenca del río Salado del norte, perteneciente a la cuenca del Plata.